# Александровский (Искитимский район)
Александровский — посёлок в Искитимском районе Новосибирской области. Входит в состав Чернореченского сельсовета. На 2017 год в посёлке числилось 5 улиц.

## География
Располагается на берегу пруда близ речки Чёрная. Площадь посёлка — 229 Гектаров. Находится в 9 км от города Искитим и в 30 км от Новосибирска. Высота цента посёлка над уровнем моря — 180 м.

## Инфраструктура
В посёлке по данным на 2007 год функционируют 1 учреждение здравоохранения и 1 учреждение образования (школа, 1971 года постройки).

## Население
| 2002 | 2007 | 2010 |
| ---- | ---- | ---- |
| 371  | ↗474 | ↘316 |